# Calicina mariposa
Calicina mariposa is een hooiwagen uit de familie Phalangodidae. De wetenschappelijke naam van Calicina mariposa gaat terug op Briggs.